# 10th Anniversary Live
『10th Anniversary Live』（テンス・アニバーサリー・ライブ）は04 Limited Sazabysのライブビデオ。
2018年8月22日に日本コロムビアよりDVDとBlu-ray Discで発売。

## 概要
10周年記念公演として行われたアリーナツアー『04 Limited Sazabys 10th Anniversary Live』より5月5日の日本ガイシホール公演での模様が収録されている。
特典映像として東名阪アリーナ・ツアー・リハーサル風景、公演当日のステージ裏側密着、豪華ゲストとのコラボ楽曲パートなどをまとめたツアー・ドキュメント映像、完全未公開の撮り下ろしのオリジナル・ショート・ムービー"夕凪"を、またメモリアルブックも付属している。

## 収録曲
SUPER BEAVERの渋谷龍太がボーカルで参加した「mahoroba」の映像はカットされている。
1. knife
2. fiction
3. Night on
4. Warp
5. My HERO
6. Remember
7. Any
8. drops
9. Standing here
10. Now here, No where
11. happiness
12. Do it Do it
13. midnight cruising
14. bless you
15. swim
16. Buster call
17. monolith
18. 夕凪
19. discord
20. Letter
21. imaginary
22. hello
23. Feel
24. Give me
25. Squall <encore>